# 布川站

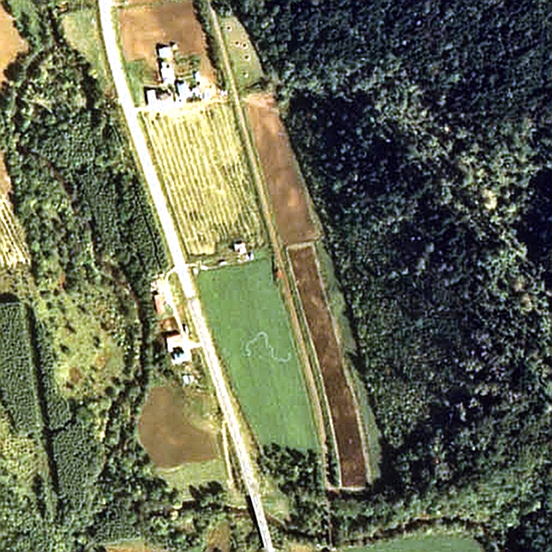
1977年的布川站與方圓約500米範圍。下方為北見相生方向。

布川站（日语：／ Nunokawa eki */?）是位於北海道網走郡津別町字布川，日本國有鐵道（國鐵）的相生線車站（廢站）。隨著相生線廢線，車站在1985年（昭和60年）4月1日廢除。
部分普通列車通過此站，截至1985年（昭和60年）3月14日時間表修正，上下行共1班列車通過）。

## 歷史
- 1947年（昭和22年）9月20日 - 運輸省相生線布川臨時乘降場（局（日语：鉄道管理局）設定）啟用。
- 1949年（昭和24年）6月1日 - 日本國有鐵道成立，成為日本國有鐵道車站。
- 1956年（昭和31年）9月20日 - 升級至車站。名為布川站[2]。當時為旅客車站。
- 1985年（昭和60年）4月1日 - 相生線全線廢除，此站也廢除。

## 車站構造
截至車站廢除前，車站是一座地面車站，設有1面1線的單式月台。月台位於路軌西邊（北見相生方向的列車會開啟右邊車門）。此站是無人車站。

## 車站周邊
- 國道240號（日语：国道240号）
- 津別町巴士（舊・津別町營巴士）（日语：津別町営バス）「布川」巴士站

## 現況
車站遺址變成牧草地。

## 相鄰車站
日本國有鐵道
相生線 
本岐－大昭臨時乘降場－開拓臨時乘降場－布川－北見相生

## 注腳
1. ↑  書籍《廃線終着駅を訊ねる 国鉄・JR編》（著：三宅俊彥，JTB出版，2010年4月發行）47頁。
2. ↑   第1版. 札幌市: 日本國有鐵道北海道總局. 1973-3-25: 218. ASIN B000J9RBUY （日语）.
3. ↑  書籍《国鉄全線各駅停車1 北海道690駅》（小學館，1983年7月發行）159頁。